# Jaźwiny
Jaźwiny es un pueblo ubicado en la gmina Biała Podlaska, distrito de Biała Podlaska, voivodato de Lublin, Polonia.

## Superficie
Cuenta con una superficie de 24,79 kilómetros cuadrados.

## Demografía
Hasta 2011 la población era de 242 habitantes, con una densidad de población de 9,762 habitantes por kilómetro cuadrado. Estaba conformada por 123 hombres (50,8%) y 119 mujeres (49,2%), según el censo de la Oficina Central de Estadística.